# Chadisrella
Chadisrella is een geslacht van vlinders van de familie tandvlinders (Notodontidae).

## Soorten
- C. celebensis Kiriakoff, 1970
- C. javensis Kiriakoff, 1967
- C. luzonensis Kiriakoff, 1970